# About a Boy oder: Der Tag der toten Ente
About a Boy oder: Der Tag der toten Ente ist eine Filmkomödie aus dem Jahr 2002 der Regisseure Chris und Paul Weitz. Der Film basiert auf dem Roman About a Boy von Nick Hornby. Er startete am 22. August 2002 in den Kinos der Schweiz und Deutschlands. Mit About a Boy wurde 2014/2015 eine Serienadaption ausgestrahlt.

## Handlung
Will Freeman ist ein 38-jähriger Single, der in London lebt. Sein Vater hat 1958 den erfolgreichen Weihnachtssong Santa’s Super Sleigh geschrieben, der Will jährlich so viele Tantiemen einbringt, dass er keine finanziellen Sorgen hat. Charakterlich ist Will vollkommen oberflächlich, widerspricht offen der Redensart „Niemand ist eine Insel“ und vergleicht sich selbst mit Ibiza. Trotzdem ist er gelegentlich auf der Suche nach einer Frau, wobei es ihm dabei nur um Sex geht. Zu diesem Zweck mogelt er sich in eine ansonsten aus Frauen bestehende Selbsthilfegruppe für Alleinerziehende hinein und lernt dabei den 12-jährigen Marcus kennen. 
Marcus leidet in seiner Schule unter dem Image eines kauzigen Außenseiters. Er ist der einzige Sohn seiner alleinerziehenden Späthippie-Mutter Fiona, die oft unter Depressionen leidet und zu Anfang des Films einen Suizidversuch knapp überlebt. Marcus sieht in Will seine Chance, „cool“ zu werden, und drängt sich in dessen Leben hinein. Will toleriert das anfangs, weil er sich in der Rolle des netten großzügigen Helfers gefällt, und hilft Marcus dabei, „cool“ und selbstbewusst zu werden, indem er ihm die Jugendkultur „beibringt“, die ihren Ausdruck im Hip-Hop findet. Später stellt Will verblüfft fest, dass Marcus ihm mittlerweile persönlich etwas bedeutet. 
Marcus sieht eine Lebensaufgabe darin, seine depressive Mutter glücklich zu machen. Da sie immer sagt, sie sei glücklich, wenn er für sie singe, beschließt er, auf dem Schulkonzert „Kidz Rock“ ihr Lieblingslied Killing Me Softly zu singen – allein, da er niemanden zum Mitmachen findet. Als Will davon erfährt, ist ihm sofort klar, dass Marcus sich damit vollends zum Gespött aller machen würde, und rettet die Situation, indem er unabgesprochen mit auf die Bühne geht, Marcus auf einer Gitarre begleitet und schließlich den Spott auf sich selbst lenkt. 
Am Ende ist Marcus glücklich, weil er nun mit Will, dessen neuer Freundin Rachel und deren Sohn Alistair nach anfänglichen Schwierigkeiten einen stabilen Freundeskreis hat und nicht nur seine Mutter. Will andererseits hat sein Inseldasein aufgegeben und gelernt, eine ernsthafte Beziehung mit einer Frau zu führen.

## Rezeption

### Kritiken
Fridtjof Küchemann bezeichnete About a Boy in der FAZ als „charmante Komödie“. Er hob die Leistung Hugh Grants hervor, der „in der Rolle Will Freemans die Balance zwischen Ignoranz und Unsicherheit, Coolness und Offenheit, die sich über den Film immer mehr, aber in aller Ruhe verschiebt und aus dem selbstsüchtigen Slacker schließlich einen echten Freund macht“.
Iris Alanyalı meinte in der Welt, der Film sei „kein Lob des Tiefsinns, noch eine Apologie der Coolness“. Der zwischen Lustig- und Ernsthaftigkeit changierende Film führe Erwachsensein vor, „als der Fähigkeit, zwischen Designerloft und Schafsmütze die richtige Temperatur zu halten“.
Anke Leweke machte in der Zeit die widerstreitenden Prinzipien „Mann und Kind, Ernst und Spiel, Vernunft und Anarchie“ als Grundkonzept aus und schloss mit der Bemerkung, dass „am Ende alles mit sympathischer Folgenlosigkeit verpufft“.
Für Philip French vom Guardian bringt About a Boy zwei Trilogien zusammen, die in den 1990er Jahren ihre Anfänge nahmen: Die Richard-Curtis-Filme Vier Hochzeiten und ein Todesfall, Notting Hill und Bridget Jones, in denen Hugh Grant ebenfalls mitspielte, sowie die Nick-Hornby-Trilogie Fever Pitch, High Fidelity und About a Boy. Ihnen gemein sei die Vermeidung einer „Lage-der-Nation-Polemik“ der Thatcher-Ära. Hier wende man sich ab von der Sorge um das Gemeinwesen und Politik, von Ehrgeiz und Idealismus und etabliere stattdessen eine Bindung an Freunde und Freundeskreise, Fußballmannschaften und Popgruppen.

### Finanzieller Erfolg
Bei einem geschätzten Produktionsbudget von 30 Millionen US-Dollar spielte der Film weltweit an den Kinokassen 129 Millionen US-Dollar ein, davon 41 Millionen US-Dollar in den USA und 87 Millionen US-Dollar im Rest der Welt. In den deutschen Kinos kam About a Boy auf 2,2 Millionen Besucher. In der Schweiz wurde er von 299.990 Besuchern gesehen.

## Musik
Die gesamte Filmmusik stammt vom britischen Singer/Songwriter Badly Drawn Boy. Das im gleichen Jahr veröffentlichte Album wurde von der Kritik gut aufgenommen.
Der Titel von Roman und Film bezieht sich auf einen Songtitel von Nirvana, der Band, deren Musik im Buch Marcus und Ellie mögen. Im Film wurde die Grunge-Musik von Nirvana durch Hip-Hop ersetzt. Dies ist vermutlich der Tatsache geschuldet, dass das Buch in den frühen 90ern, der Blütezeit des Grunge und von Nirvana, angesiedelt ist (so spielt hier, anders als im Film, auch der Selbstmord von Kurt Cobain an einer Stelle eine zentrale Rolle), während der Film in den frühen 2000ern spielt.
Am Anfang des Films sieht man einen Ausschnitt aus einer Quiz-Show, in der die Frage gestellt wird, von wem das Zitat „Niemand ist eine Insel“ stammt. Die richtige Antwort lautet John Donne. Will glaubt jedoch, es sei Jon Bon Jovi, dessen Song Santa Fe ebenfalls mit der Zeile „They say that no man is an island“ beginnt.

## Auszeichnungen
About a Boy oder: Der Tag der toten Ente bekam u. a. folgende Auszeichnungen:
- Im Jahr 2003 wurde der Film für einen Oscar in der Kategorie Bestes adaptiertes Drehbuch nominiert.
- Im selben Jahr gab es Golden-Globe-Nominierungen in den Kategorien Bester Hauptdarsteller – Komödie oder Musical (Hugh Grant) sowie Bester Film – Komödie oder Musical.
- Ebenfalls 2003 wurde der Film in den Kategorien Beste Nebendarstellerin (Toni Collette) und Bestes adaptiertes Drehbuch (Peter Hedges, Chris und Paul Weitz) für den British Academy Film Award nominiert.
- 2003 bekam Hugh Grant für den Film einen London Critics’ Circle Film Award als Bester britischer Schauspieler.
- Die Deutsche Film- und Medienbewertung (FBW) verlieh dem Film das Prädikat „wertvoll“.

## Synchronisation
Die Berliner Synchron übernahm die deutsche Vertonung. Das Dialogbuch schrieb Michael Nowka, die Dialogregie führte Tobias Meister, der auch die Rolle des John sprach.
| Rolle         | Schauspieler       | Synchronsprecher   |
| ------------- | ------------------ | ------------------ |
| Will Freeman  | Hugh Grant         | Patrick Winczewski |
| Marcus Brewer | Nicholas Hoult     | Filipe Pirl        |
| Fiona Brewer  | Toni Collette      | Traudel Haas       |
| Rachel        | Rachel Weisz       | Bettina Weiß       |
| Christine     | Sharon Small       | Ina Gerlach        |
| John          | Nicholas Hutchison | Tobias Meister     |
| Ellie         | Natalia Tena       | Ursula Hugo        |
| Suzie         | Victoria Smurfit   | Daniela Hoffmann   |
| Ali           | Augustus Prew      | Nico Sablik        |
| Angie         | Isabel Brook       | Judith Brandt      |